# Kelly Oubre Jr.
Kelly Paul Oubre Jr. (* 9. Dezember 1995 in New Orleans, Louisiana) ist ein US-amerikanischer Basketballspieler, der auf der Position des Small Forward für die Philadelphia 76ers in der NBA spielt.

## Karriere

### Washington Wizards (2015 bis 2018)
Kelly Oubre Jr. spielte ein Jahr für die Jayhawks der University of Kansas und meldete sich zur NBA-Draft 2015 an. Dort wurde er an 15. Position von den Atlanta Hawks ausgewählt. Die Rechte an Oubre wurden anschließend im Austausch mit Jerian Grant und zukünftigen Zweitrundenauswahlrechten zu den Washington Wizards transferiert. Seinen ersten Einsatz in der NBA bestritt er am 6. November 2015 im Spiel gegen die Boston Celtics, in dem er sieben Punkte, zwei Rebounds und zwei Assist in 14 Minuten sammelte. Am 16. Dezember 2016 erzielte er mit 18 Punkten gegen die San Antonio Spurs, das war gleichzeitig sein Bestwert in der Saison 2015/16.
In seiner zweiten Spielzeit 2016/17 verdoppelte sich Oubres Einsatzzeit pro Spiel von 10 Minuten in der Vorsaison auf nun 20. Am 28. November 2016 gelang ihm im Spiel gegen die Sacramento Kings das erste Double-Double seiner Karriere. Am 10. Dezember überbot Oubre seinen Höchstwert in Punkten, im Spiel gegen die Milwaukee Bucks, mit 19.
In der Saison 2017/18 erhöhte sich Oubres Einsatzzeit abermals auf 27,5 Minuten pro Spiel. Am 19. Januar 2018 erzielte er gegen die Detroit Pistons 26 Punkte.

### Phoenix Suns (2018 bis 2020)
Am 15. Dezember 2018 wurde Oubre Jr. gemeinsam mit Austin Rivers im Tausch gegen Trevor Ariza an die Phoenix Suns abgegeben. Im Spieljahr 2019/20 wurde Oubre in 56 Hauptrundenbegegnungen eingesetzt und erreichte einen Mittelwert von 18,7 Punkten, womit er seinen bisherigen Höchstwert in einer NBA-Saison verbesserte.

### Golden State Warriors (2020 bis 2021)
Nach knapp zwei Jahren im Trikot der Suns wurde Oubre Jr. am 16. November 2020 gemeinsam mit Ricky Rubio zu den Oklahoma City Thunder transferiert. Im Gegenzug wechselte Point Guard Chris Paul nach Phoenix. Nur knapp eine Woche später, am 22. November, wurde Oubre Jr. an die Golden State Warriors weitergegeben. Im Austausch dafür bekamen die Thunder ein Auswahlrecht in der ersten und in der zweiten Runde des NBA-Draftverfahrens 2021.
Am 4. Februar 2021 gelang Oubre mit 40 Punkten ein neuer persönlicher NBA-Höchstwert beim Sieg der Warriors bei den Dallas Mavericks.

### Charlotte Hornets (2021 bis 2023)
Oubre unterzeichnete am 7. August 2021 einen Vertrag bei den Charlotte Hornets. Am 20. Oktober 2021 spielte Oubre erstmals für die Hornets und erzielte 14 Punkte in seinem Sieg über die Indiana Pacers. In der Spielzeit 2022/23 erreichte Oubre mit 20,3 Punkten je Begegnung den besten Wert seit seinem Wechsel in die NBA. Anfang Januar 2023 wurde bei Oubre wegen eines Bänderrisses ein Eingriff an der linken Hand vorgenommen.

### Philadelphia 76ers (seit 2023)
Ende September 2023 wurde er von den Philadelphia 76ers als Neuzugang vermeldet.

## Karriere-Statistiken

### NBA

#### Hauptrunde
| Saison  | Team                 | GP  | GS  | MPG  | FG % | 3P % | FT % | RPG | APG | SPG | BPG | PPG  |
| ------- | -------------------- | --- | --- | ---- | ---- | ---- | ---- | --- | --- | --- | --- | ---- |
| 2015–16 | Washington           | 63  | 9   | 10.7 | .427 | .336 | .633 | 2.1 | 0.2 | 0.3 | 0.1 | 3.7  |
| 2016–17 | Washington           | 79  | 5   | 20.3 | .421 | .287 | .758 | 3.3 | 0.6 | 0.7 | 0.2 | 6.3  |
| 2017–18 | Washington           | 81  | 11  | 27.5 | .403 | .341 | .820 | 4.5 | 1.2 | 1.0 | 0.4 | 11.8 |
| 2018–19 | Washington / Phoenix | 69  | 19  | 28.0 | .445 | .320 | .775 | 4.7 | 1.2 | 1.2 | 0.9 | 15.2 |
| 2019–20 | Phoenix              | 56  | 55  | 34.5 | .452 | .352 | .780 | 6.4 | 1.5 | 1.3 | 0.7 | 18.7 |
| 2020–21 | Golden State         | 55  | 50  | 30.7 | .439 | .316 | .695 | 6.0 | 1.3 | 1.0 | 0.8 | 15.4 |
| 2021–22 | Charlotte            | 76  | 13  | 26.3 | .440 | .345 | .667 | 4.0 | 1.1 | 1.0 | 0.4 | 15.0 |
| 2022–23 | Charlotte            | 48  | 40  | 32.3 | .431 | .319 | .760 | 5.2 | 1.1 | 1.4 | 0.4 | 20.3 |
| 2023–24 | Philadelphia         | 68  | 52  | 30.2 | .441 | .311 | .750 | 5.0 | 1.5 | 1.1 | 0.7 | 15.4 |
| Gesamt  | Gesamt               | 595 | 254 | 26.3 | .435 | .327 | .751 | 4.5 | 1.1 | 1.0 | 0.5 | 13.1 |

#### Play-offs
| Saison  | Team         | GP | GS | MPG  | FG % | 3P % | FT % | RPG | APG | SPG | BPG | PPG  |
| ------- | ------------ | -- | -- | ---- | ---- | ---- | ---- | --- | --- | --- | --- | ---- |
| 2016–17 | Washington   | 12 | 0  | 15.3 | .426 | .367 | .700 | 2.3 | 0.3 | 0.8 | 0.4 | 5.8  |
| 2017–18 | Washington   | 6  | 1  | 24.7 | .375 | .211 | .889 | 3.8 | 0.7 | 1.0 | 0.5 | 9.3  |
| 2023–24 | Philadelphia | 6  | 6  | 37.3 | .484 | .391 | .727 | 4.0 | 1.7 | 1.8 | 1.2 | 13.2 |
| Gesamt  | Gesamt       | 24 | 7  | 23.2 | .434 | .333 | .795 | 3.1 | 0.8 | 1.1 | 0.6 | 7.0  |